# 성 요한 크리소스토모스 성찬예배
성 요한 크리소스토모스 성찬예배(그리스어: Η Θεία Λειτουργία του Χρυσοστόμου)는 비잔티움 전례에서 가장 많이 집전되는 성찬예배이다. 이 성찬예배의 아나포라를 정돈한 5세기의 콘스탄티노폴리스 대주교인 성 요한 크리소스토모스의 이름을 따서 지어졌다.
이 성찬예배는 이단에 맞서 삼위일체 신학을 정의한 카파도키아 교부들의 업적을 반영하고 있다. 본래 이 전례는 안티오키아 학파에서 사용된 것으로 추정되며, 서시리아 전례 양식에서 유래했을 가능성이 가장 높다. 안티오키아는 요한 크리소스토모스가 보제와 사제로 사목한 곳이다. 콘스탄티노폴리스에서 이 성찬예배는 요한 크리소스토모스가 대주교를 지낸 동안(398–404) 정돈되고 더 아름답게 꾸며졌다. 아야 소피아 대성당의 주중 성찬예배였던 성 요한 크리소스토모스 성찬예배는 시간이 흐르면서 동로마 제국 내 교회들이 평상시에 드리는 성찬예배가 되었다. 성 요한 크리소스토모스 성찬예배와 성 대 바실리오스 성찬예배 두 양식은 유스티니아누스 1세 치세 말기에 비잔티움 교회의 표준 양식이 되었다. 퀴니섹스툼 공의회와 총대주교 테오도로스 발사몬의 전례 개혁 이후 비잔티움 전례만이 동방 정교회의 유일한 전례가 되었다. 오늘날 성 요한 크리소스토모스 성찬예배는 성 대 바실리오스 성찬예배와 미리 축성된 성찬예배가 거행되지 않는 모든 성찬예배에서 거행된다.

## 같이 보기
- 성 대 바실리오스 성찬예배
- 미리 축성된 성찬예배
- 성 야고보 성찬예배